# Кисисхеви
Кисисхеви (груз. კისისხევი) — село в Грузии, в муниципалитете Телави края Кахетия. 

## География
Село расположено в западной части края, в 5 километрах по прямой к юго-востоку от центра муниципалитета Телави. Высота центра — 600 метров над уровнем моря.

## Население
По данным переписи населения 2014 года, в селе проживало 1916 человек.
| год  | население |
| ---- | --------- |
| 2002 | 2223      |
| 2014 | 1916      |

## Экономика
В окрестностях села культивируются виноградники: село входит в базу производства вина Цинандали.